# Inchallah un fils
Pour plus de détails, voir Fiche technique et Distribution.
Inchallah un fils (arabe : إن شاء الله ولد, ʾIn shāʾ Allāh walad) est un film dramatique franco-qataro-saoudo-jordanien réalisé par Amjad Al Rasheed et sorti en 2023.
Centré sur les droits des femmes en Jordanie, le film est parfois qualifié de « drame féministe »,.

## Synopsis
Nawal, une femme récemment veuve, doit faire semblant d'être enceinte pour se protéger, elle et sa fille, des lois patriarcales jordaniennes sur l'héritage, qui permettraient à la famille de son mari de s'emparer de tout ce qu'elle possède, laissant Nawal sans rien, uniquement parce qu'elle n'a pas donné naissance à un fils,.

## Fiche technique
- Titre français : Inchallah un fils[5],[6]
- Titre arabe : إن شاء الله ولد, ʾIn shāʾ Allāh walad[7],[8]
- Réalisateur : Sareen Hairabedian
- Scénario : Delphine Agut, Rula Nasser, Sareen Hairabedian
- Photographie : Kanamé Onoyama
- Montage : Ahmed Hafez
- Musique : Andrew Lancaster, Jerry Lane
- Décors : Nasser Zoubi
- Production : Rula Nasser, Yousef Abed Alnabi, Nicolas Leprêtre, Raphaël Alexandre
- Société de production : Georges Films, The Imaginarium Films, Bayt Al Shawareb
- Pays de production :  Jordanie -  Arabie saoudite -  Qatar -  France
- Langue de tournage : arabe
- Format : couleurs
- Genre : Drame
- Durée : 113 minutes
- Date de sortie :	
  - France : 18 mai 2023 (Festival de Cannes 2023) ; 6 mars 2024 (sortie nationale)
  - Jordanie : 4 juillet 2024 (Festival international du film d'Amman)

## Distribution
- Mouna Hawa : Nawal
- Haitham Alomari : Rifqi
- Yumna Marwan : Lauren
- Salwa Nakkara : Souad
- Mohammed Al Jizawi : Ahmad
- Eslam Al-Awadi : Hassan
- Seleena Rababah : Nora
- Siranoush Sultanian : Colette
- Serene Huleileh : Feryal
- Mohammad Suleiman : Adnan Mansour Makhlaf
- Mona Shehabi : Ghayda
- Areej Dababneh : Siham
- Niveen Haddadeen : Ibtisam

## Production
Al Rasheed et ses partenaires Delphine Agut et Rula Nasser ont écrit le scénario en se basant en partie sur les expériences réelles d'un parent d'Al Rasheed.
Pendant la production, le film a remporté le prix de la Biennale de Venise à la Mostra de Venise 2022.